# A las cosas por su nombre
A las cosas por su nombre es el nombre del tercer disco del grupo Habeas Corpus, lanzado en el año 2000 y grabado en los Estudios BOX.

## Canciones
1. «Basta Ya»
2. «Cada vez más Odio»
3. «A las cosas por su nombre»
4. «Eso que ellos llaman Paz»
5. «Dios lo quiere»
6. «De Igual a Igual»
7. «Nacida para ser de un salvaje»
8. «La calle esta llena de pistoleros»
9. «Tener o no Ser»
10. «Por encima de lo humano y lo divino»
11. «Muera la muerte»
12. «Alternativa Platino»
13. «A mi lado M.Z.B»

## Personal
- MARS: voz.
- Nano: guitarra.
- Mr. Chifly: guitarra y coros.
- Adrián: bajo y coros.
- A. Rebato: batería.

### Músicos adicionales
- Sorkun: voz en «Por encima de lo humano y lo divino».
- Fernando Sapo: voz en «Dios lo quiere».
- Laura y Bárbara (de BKC): voz y coros en «Nacida para ser de un salvaje».
- Óscar: sólo de guitarra en «Nacida para ser de un salvaje».
- SHO-HAI : voz en <<Las cosas por su nombre>>

## Personal técnico
- Eugenio Muñoz: técnico de sonido, producción y mezclas.
- Juan hidalgo: masterización.
- Mr. Chifly: diseño y maquetación.

- Datos: Q5654363